# لويد غولدمان
لويد غولدمان (بالإنجليزية: Lloyd Goldman)‏ هو شخصية أعمال أمريكي، ولد في 1958.